# Hołobudy
Hołobudy – dawniej samodzielna wieś na Białorusi, w obwodzie grodzieńskim, w rejonie świsłockim, w sielsowiecie Świsłocz, obecnie jest to południowa część wsi Ogrodniki.
W dwudziestoleciu międzywojennym miejscowość leżała w Polsce, w województwie białostockim, w powiecie wołkowyskim, w gminie Świsłocz. 16 października 1933 utworzyła gromadę Hołobudy w gminie Świsłocz. Po II wojnie światowej weszła w struktury ZSRR.
Zespół wsi Hołobudy–Ogrodniki stanowił współny system osadniczy w kształcie litey T, w którym wieś Ogrodniki stanowiła daszek (wzdłuż głównej drogi, teraz H-7241), a wieś Hołobudy jej podporę. Z czasem wsie zrosły się, a nazwa Hołobudy wyszła z użytku.